# Wroxton
Wroxton est un village et une paroisse civile d'Angleterre, dans le comté d'Oxfordshire. 

## Vue d'ensemble
La localité est située à 5 km à l'ouest de Banbury.
En 2011, sa population se montait à 546 habitants.

### L'abbaye de Wroxton

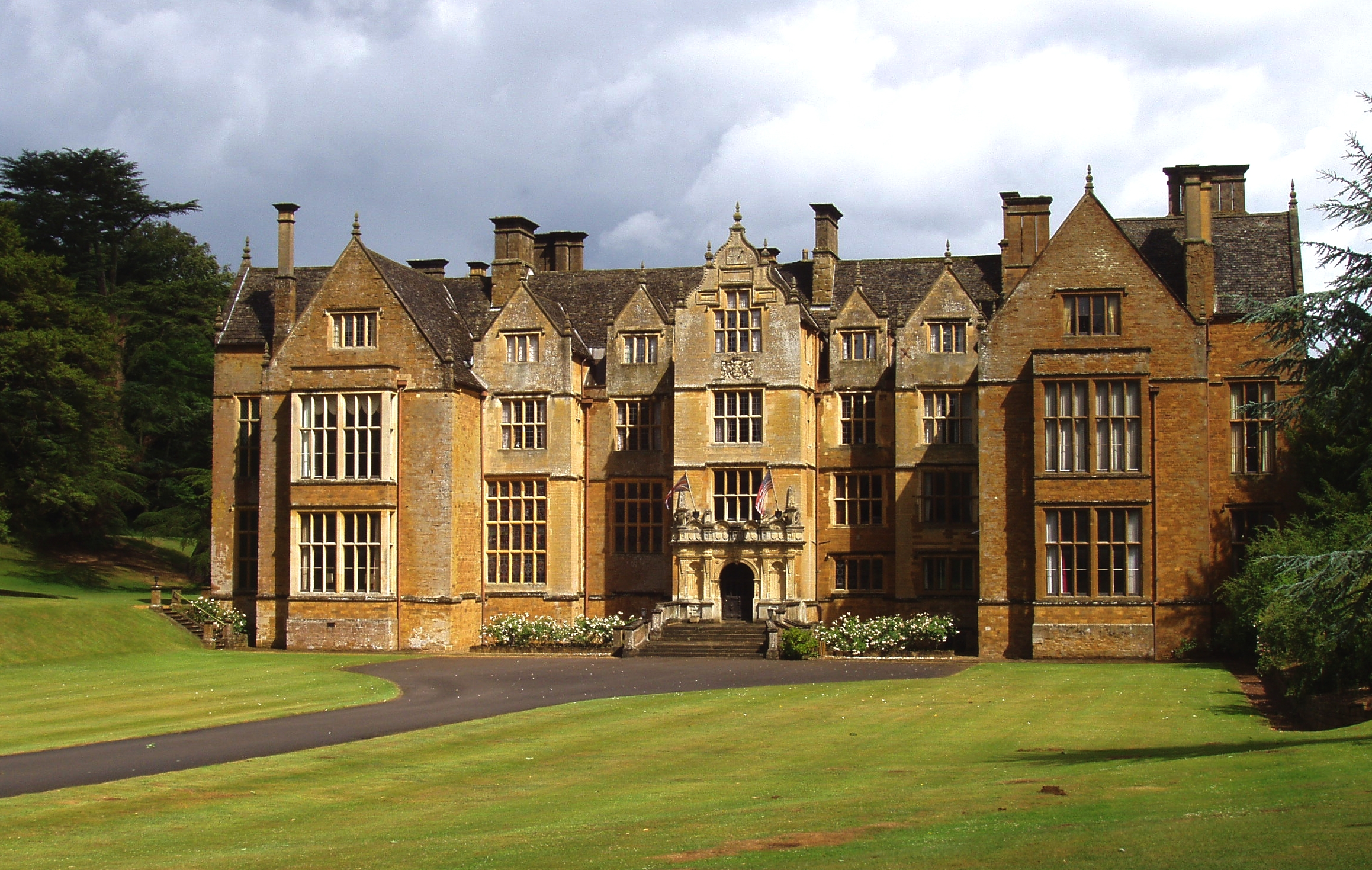
Wroxton Abbey.

L'Abbaye de Wroxton est une résidence de campagne du XVIIe siècle, d'architecture jacobéenne, sur le site d'un ancien prieuré augustinien.
C'est maintenant le campus anglais de Fairleigh Dickinson University dans le New Jersey.